# Płaskowyż Jański
Płaskowyż Jański (ros. Янское плоскогорье) – płaskowyż w azjatyckiej części Rosji, w Jakucji; północno-zachodnia część Wyżyny Jańsko-Ojmiakońskiej.
Leży w dorzeczu środkowej Jany pomiędzy Górami Wierchojańskimi (na zachodzie), Górami Czerskiego (na północnym wschodzie). Wysokość 450–800 m n.p.m.; maksymalna 1768 m n.p.m. Zbudowany z triasowych piaskowców, mułowców i łupków ilastych z intruzjami granitów. Przeważa tajga modrzewiowa.
Główne miejscowości: Wierchojańsk, Batagaj.